# Роз'їзда Максютово
Роз'їзда Максю́тово (рос. Разъезда Максютово, башк. Мәҡсүт разъезы) — присілок у складі Белебеївського району Башкортостану, Росія. Входить до складу Донської сільської ради.
Населення — 20 осіб (2010; 28 в 2002).
Національний склад:
- росіяни — 53 %